# チャシブゴケ菌綱
チャシブゴケ菌綱(Lecanoromycetes)は、地衣類で最も大きい綱である。子嚢菌門チャワンタケ亜門に属する。チャシブゴケ菌綱の子嚢はのほとんどはその嘴状構造が裂開することにより胞子を放出する。

## 例
- チャシブゴケ目 Lecanorales
  - ウメノキゴケ、サルオガセ
- ピンタケ目 Ostropales
  - モジゴケ